# Bundesratswahlen

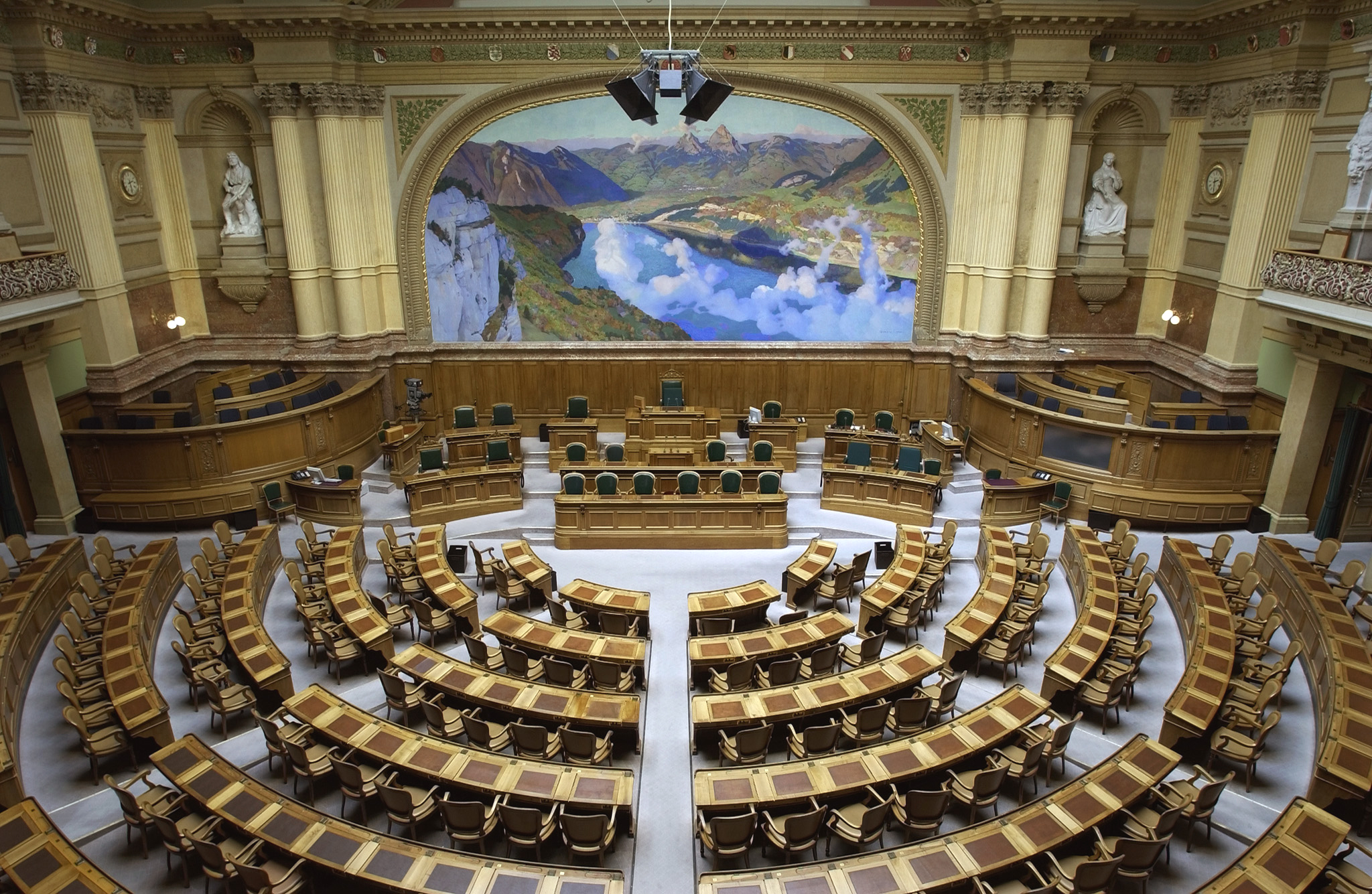
Bundesratswahlen finden im Nationalratssaal im Bundeshaus in Bern statt

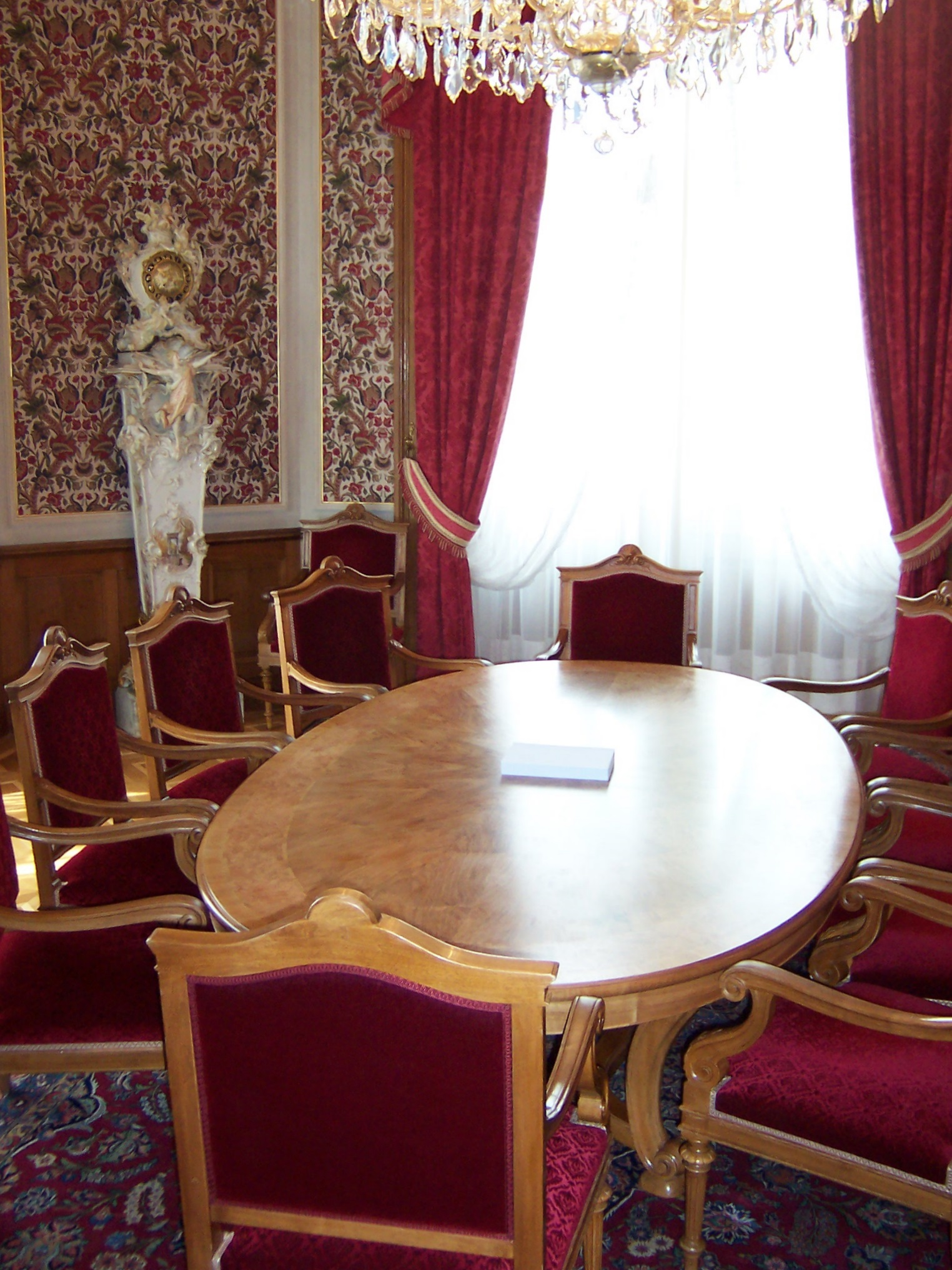
Im Bundesratszimmer werden die Stimmen gezählt

Als Bundesratswahlen (französisch Election du Conseil fédéral, italienisch Elezione del Consiglio federale, rätoromanisch Elecziun dal Cussegl federal) wird in der Schweiz die Wahl der Mitglieder der Landesregierung, des Bundesrates, bezeichnet. Vorgenommen werden die Wahlen durch die Vereinigte Bundesversammlung, eine gemeinsame Sitzung der 246 Mitglieder von Nationalrat und Ständerat im Nationalratssaal in Bern. Die Bundesratswahlen werden durch rechtliche Vorschriften in der Bundesverfassung und im Parlamentsgesetz sowie durch informelle Übereinkünfte zur Sitzverteilung wie die von 1959 bis 2003 praktizierte Zauberformel geregelt. 
Es ist zu unterscheiden zwischen den Gesamterneuerungswahlen des Bundesrates und den Ersatzwahlen zur Besetzung von Vakanzen. Die Gesamterneuerungswahl des Bundesrates findet alle vier Jahre, in der ersten Session nach der Wahl des Nationalrates, statt. Dabei werden sämtliche sieben Bundesratssitze vergeben. Die Bundesratswahl 2023 war eine Gesamterneuerungswahl. Kommt es zu einer Vakanz, weil ein einzelner Bundesrat während der Amtsperiode zurücktritt oder stirbt, wird separat ein Nachfolger gewählt, dieser ist aber nur bis zur nächsten Gesamterneuerungswahl gewählt. Jährlich werden von der Vereinigten Bundesversammlung aus den Bundesratsmitgliedern der Bundespräsident und der Vizepräsident des Bundesrates für das kommende Jahr bestimmt.

## Letzte Wahlen
Die Zusammensetzung des Bundesrats ab 1. April 2025 beruht auf den Ersatzwahlen in den Bundesrat zur Nachfolge von Viola Amherd. Bei dieser wurde Martin Pfister (Die Mitte) als Ersatz für die zurückgetretene Bundesrätin Viola Amherd (Die Mitte) gewählt. Für eine Übersicht eines Teils der Wahlen siehe die Übersichtsleiste am Artikelende und für den Überblick aller bisherigen Bundesräte und diverse Statistiken die Liste der Mitglieder des Schweizerischen Bundesrates.

## Ablauf

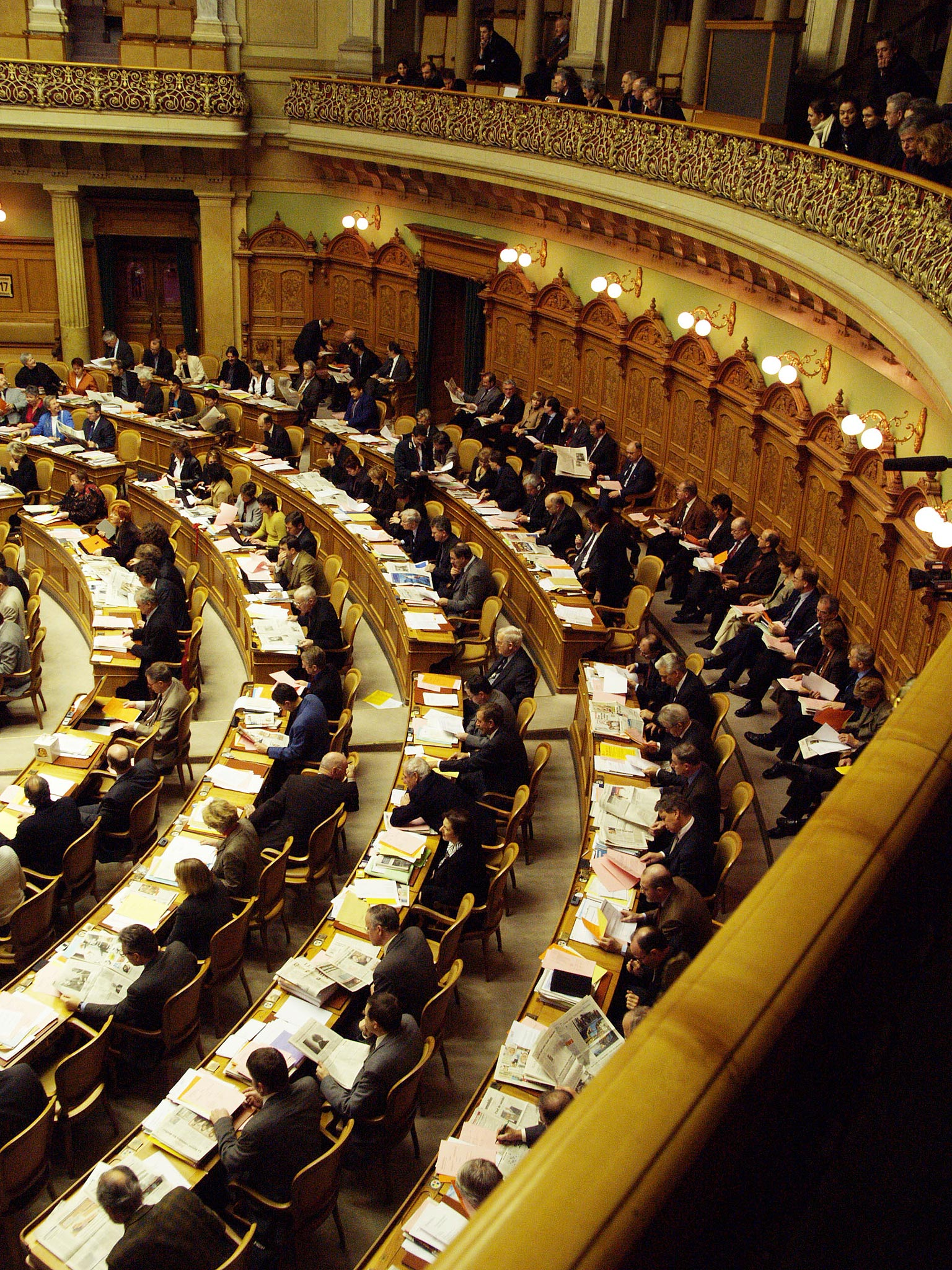
Sitzung der Bundesversammlung, um 2005. Die Ständeräte haben in der hintersten Reihe Platz genommen.

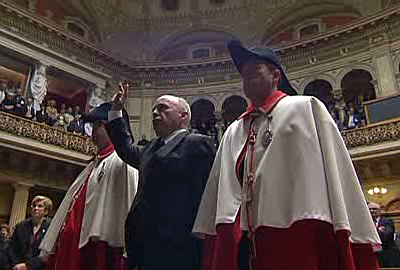
Bundesrat Ueli Maurer bei seiner Vereidigung, flankiert von zwei Bundesweibeln

Am Tag der Bundesratswahl versammelt sich die Vereinigte Bundesversammlung im Nationalratssaal. Den Vorsitz hat der Nationalratspräsident inne, sein Stellvertreter ist der Ständeratspräsident. Die Nationalräte nehmen auf ihren gewohnten Sitzen Platz, die Ständeräte sitzen hinter den Nationalräten entlang der Wand.
Nach der Eröffnung der Sitzung folgt, im Falle eines Rücktritts, eine Laudatio durch den Nationalratspräsidenten und eine kurze Ansprache des abtretenden Regierungsmitglieds. Danach treten meistens die Vorsitzenden der im Parlament vertretenen Parteien zum Rednerpult und geben die Wahlempfehlung ihrer Partei bekannt. Weitere Wortmeldungen, auch durch die Kandidaten, sind möglich. Danach beginnt die Wahl.
Gemäss Parlamentsgesetz (siehe unten) erfolgt die Wahl geheim. Für jeden Wahlgang werden andersfarbige Zettel ausgeteilt, um Wahlbetrug zu verhindern. Nach jedem Wahlgang wird das Resultat vom Vorsitzenden verlesen. Der neue Bundesrat muss mit absolutem Mehr der abgegebenen und gültigen Stimmen gewählt werden. Ab dem zweiten Wahlgang scheiden Kandidaten mit weniger als 10 Stimmen, ab dem dritten derjenige mit der geringsten Stimmenzahl aus.
Bei Ersatzwahlen sind meist mehrere Wahlgänge nötig. Die Wahlen von Jakob Stämpfli (1854), Jean-Jacques Challet-Venel (1864), Joseph Deiss (1999) und Samuel Schmid (2000) erfolgten im 6. Wahlgang. Im 5. Wahlgang wurden gewählt u. a. Johann Schneider-Ammann (2010), Micheline Calmy-Rey (2002), Pascal Couchepin (1998), Moritz Leuenberger (1995) und Roger Bonvin (1962).
Ist ein Kandidat gewählt, wird er vom Vorsitzenden gefragt, ob er die Wahl annehmen möchte. Ist der Gewählte nicht selber Mitglied der Bundesversammlung, wird die Versammlung in der Regel unterbrochen, bis der Betreffende anwesend ist. In seltenen Fällen kam es auch schon vor, dass ein gewähltes Mitglied Bedenkzeit erbat und deshalb die Sitzung vertagt wurde. Nicht angenommen haben eine Wahl in den Bundesrat bisher fünf Politiker, nämlich Johann Jakob Stehlin (1855, FDP/BS), Louis Ruchonnet (1875, FDP/VD), Charles Estoppey (1875, FDP/VD), Karl Hoffmann (1881, FDP/SG) und Francis Matthey (1993, SP/NE).
Erklärt der Gewählte Annahme der Wahl, folgt die Vereidigung unmittelbar. Der Gewählte oder, im Falle einer Wiederwahl, die Gewählten treten in Begleitung der Bundesweibel vor die Versammlung. Hier legen sie den Amtseid ab. Danach werden sie offiziell als «Herr Bundesrat» bzw. «Frau Bundesrätin» betitelt. Die effektive Amtsübergabe erfolgt dann meist bis Monatsende.
Bei Gesamterneuerungswahlen folgt auf die Wahl der Bundesräte die Wahl des Bundeskanzlers, des Bundespräsidenten und des Vizepräsidenten des Bundesrats.

## Rechtliche Grundlagen
Die rechtlichen Grundlagen für die Wahlen in den Bundesrat finden sich in Art. 175 der Bundesverfassung sowie in den Art. 132 und Art. 1333 des Parlamentsgesetzes, wobei zusätzlich die allgemeinen Bestimmungen für Wahlen gemäss Art. 130 und Art. 131 des Parlamentsgesetzes zu beachten sind.
WahlkörperDer Wahlkörper ist die Vereinigte Bundesversammlung, also die 200 Nationalräte und die 46 Ständeräte.
WahlterminDie Gesamterneuerungswahlen finden in der ersten Session nach den Gesamterneuerungswahlen des Nationalrates statt. Die Besetzung einer Vakanz hat in der Regel in der Session nach Eingang des Rücktrittsschreibens oder nach dem unvorhergesehenen Ausscheiden stattzufinden.
AmtsdauerEine Amtszeit beträgt (ab Beginn der Legislaturperiode des Nationalrates) vier Jahre. Bei der Besetzung einer Vakanz ist der betreffende Bundesrat bis zu den nächsten Gesamterneuerungswahlen gewählt.
WiederwahlDie Wiederwahl ist beliebig oft möglich und wird in der Regel praktiziert. Bisher wurden erst vier amtierende Bundesräte, die erneut kandidierten, nicht wiedergewählt: Ulrich Ochsenbein (1854), Jean-Jacques Challet-Venel (1872), Ruth Metzler-Arnold (2003) und Christoph Blocher (2007).
AmtsenthebungEs existiert kein Misstrauensvotum. Es kommt jedoch vor, dass Bundesräte, die unter erheblichem politischem und öffentlichem Druck stehen, selber zurücktreten. Seit 2008 besteht die Möglichkeit, dass die Bundesversammlung ein Regierungsmitglied als amtsunfähig erklären kann. Der Artikel 140a, der bisher noch nie angewendet wurde, ist insbesondere für Fälle von Krankheiten gedacht, die eine Rückkehr ins Amt längerfristig als unwahrscheinlich erachten lassen. Es hatte bereits Fälle gegeben, bei denen ein Familienmitglied gedrängt werden musste, das Rücktrittsschreiben zu verfassen, etwa bei Jean Bourgknecht.
WahlreihenfolgeDie Bundesräte werden einzeln nach dem Prinzip der Anciennität gewählt. Dabei kandidieren bei den Gesamterneuerungswahlen die bisherigen Bundesräte in der Reihenfolge ihres Amtsalters; der längstdienende Bundesrat steht also als erster zur Wahl. Frei gewordene Sitze werden gemäss dem Dienstalter des bisherigen Amtsinhabers besetzt; der Sitz des Bundesrates mit der längsten Amtsdauer wird zuerst besetzt.
Durch den Umstand, dass die Bundesräte einzeln gewählt werden, erhöht sich die Möglichkeit der Wahltaktiken. Für Parteien, die noch Kandidaten in der Wahl haben, kann es von Vorteil sein, bei den Wahlen davor keine anderen Parteien zu provozieren, um «Retourkutschen» zu vermeiden. Eine Kettenreaktion erfolgte 1973, als mit Willy Ritschard, Hans Hürlimann und Georges-André Chevallaz hintereinander gleich drei nichtoffizielle Kandidaten gewählt wurden.
StimmabgabeDie Stimmabgabe ist geheim.
InstruktionsverbotDie Stimmenden sind weisungsungebunden.
Erforderliches MehrFür eine gültige Wahl ist das absolute Mehr der abgegebenen gültigen Stimmen erforderlich. Zur Bestimmung des absoluten Mehrs werden die leeren und die ungültigen Wahlzettel nicht gezählt.
Wahlgänge
- Wird das absolute Mehr im ersten Wahlgang von keinem Kandidaten erreicht, so werden so lange weitere Wahlgänge durchgeführt, bis ein Kandidat mit absolutem Mehr gewählt ist.
- Vom dritten Wahlgang an dürfen keine neuen Kandidaten mehr aufgestellt werden.
- Ab dem zweiten Wahlgang scheiden diejenigen Kandidaten aus, die weniger als 10 Stimmen erhalten haben.
- Ab dem dritten Wahlgang scheidet zusätzlich derjenige Kandidat aus, der am wenigsten Stimmen erhalten hat (auch wenn er mehr als 10 Stimmen erhalten hat).

Wählbarkeit
- Wählbar ist jeder Schweizer Bürger, der zum Nationalrat wählbar ist. Voraussetzung sind demnach das Schweizer Bürgerrecht, die Vollendung des 18. Lebensjahres und das Fehlen einer Entmündigung wegen Geisteskrankheit oder Geistesschwäche. Ein Wohnsitz in der Schweiz ist – zum Zeitpunkt der Wahl – nicht notwendig.
- Es sollen alle «Landesgegenden» und «Sprachregionen» angemessen vertreten sein. Bis 1999 enthielt die Bundesverfassung eine «Kantonsklausel», nach der aus demselben Kanton nur ein Mitglied gewählt werden durfte; massgeblich für die Bestimmung des Kantons war dabei zunächst der Bürgerort, später die Wohnsitzgemeinde.
- Mitglieder des Bundesrates und der Bundeskanzler dürfen nicht Verwandte bis zum vierten Grade sein (Onkel, Cousins 1. Grades) oder Schwippschwäger.

## Übereinkünfte zur Sitzverteilung
Eine Eigenart des politischen Systems der Schweiz ist es, dass das Volk mit Abstimmungen über wichtige sachpolitische Geschäfte befinden kann. Das hat zur Folge, dass eine starke Opposition eine politische Blockade herbeiführen könnte. Damit das nicht passiert, wird grundsätzlich darauf geachtet, dass alle grossen Gruppierungen angemessen in die Regierung eingebunden werden:

### Parteien (Zauberformel)
Von der Gründung des Bundesstaates 1848 bis 1890 besetzte die radikal-liberale Parteienfamilie (heute FDP.Die Liberalen) alle sieben Bundesratssitze. 1891 erhielten die Katholisch-Konservativen (heute Die Mitte) einen ersten, 1919 einen zweiten Sitz. 1929 trat ein Vertreter der BGB (heute SVP) in den Bundesrat ein. 1943 besetzte erstmals ein Sozialdemokrat zu Lasten der Freisinnigen einen Bundesratssitz, den die SP 1953 aber freiwillig wieder aufgab. Der Sitz ging zunächst an die Freisinnigen zurück, 1954 dann an die CVP. 1959 etablierte sich als informelle Übereinkunft die «Zauberformel». Nach dieser Formel durften die drei wählerstärksten Parteien, SP, FDP und CVP, je zwei und die viertstärkste, SVP, einen Sitz im Bundesrat beanspruchen. Diese Zusammensetzung blieb bis 2003 unverändert. Danach wechselte ein Sitz von der CVP zur SVP, nachdem diese zur wählerstärksten Partei aufgestiegen war. Die neue Zusammensetzung der 2:2:2:1-Formel wurde teilweise «neue Zauberformel» genannt oder weiterhin einfach «Zauberformel». Im Jahr 2008 traten die beiden SVP-Vertreter zur BDP über, sodass die Sitzverteilung nicht mehr der (neuen) Zauberformel entsprach. Die SVP eroberte Ende 2008 wieder einen der Sitze der BDP und wollte bei den Wahlen Ende 2011 auch den zweiten Sitz zurück und damit die (neue) Zauberformel wieder installieren. Dies wurde ihr aber damals vom Parlament verwehrt und gelang erst 2015 durch die Wahl von Guy Parmelin.
Bei neu zu besetzenden Bundesratssitzen nominierte während des Funktionierens der Zauberformel die Partei, welcher das Mandat gemäss Zauberformel zusteht, einen offiziellen Kandidaten. Es war allgemein üblich, der Bundesversammlung noch einen Alternativkandidaten zur Auswahl zu stellen. Die Bundesversammlung ist jedoch frei, andere Personen zu wählen, was sie besonders im Falle der Regierungsparteien am Rand des Spektrums (SP links und SVP rechts) auch tat.

### Sprachen
Obwohl bis 1999 hierfür keine offiziellen Anforderungen bestanden, hat man stets auf eine ausgewogene Vertretung der drei Amtssprachen Deutsch, Französisch und Italienisch geachtet, wobei in jüngster Zeit die eindeutige sprachliche Zuordnung mancher Bundesräte, beispielsweise der zweisprachigen Joseph Deiss und Elisabeth Baume-Schneider, schwierig ist.
- Die italienischsprachige Schweiz war meistens im Bundesrat vertreten, trotz ihres vergleichsweise geringen Bevölkerungsanteils (Abwesenheiten nach 1911: 1951–1954, 1960–1966, 1974–1986, 1999–2017).
- In Übereinstimmung mit ihrer schwachen bevölkerungsmässigen Basis (unter 1 % der Wohnbevölkerung) hatte die rätoromanische Bevölkerung bisher erst einen Bundesrat, Felix Calonder (1913–1920). Die von 2008 bis 2015 amtierende Bündner Bundesrätin Eveline Widmer-Schlumpf spricht zwar aufgrund rätoromanischer Grosseltern fliessend rätoromanisch, ihre Erstsprache ist aber Schweizerdeutsch.[10]
- Am häufigsten waren und sind folgende Verteilungen:
  - 4 Deutschsprachige : 2 Französischsprachige : 1 Italienischsprachiger
  - 5 Deutschsprachige : 2 Französischsprachige
- Andere Konstellationen kamen seltener vor, zum Beispiel:
  - 5 Deutschsprachige : 1 Französischsprachiger : 1 Italienischsprachiger (1848–1864, 1934–1947, 1967–1970)
  - 6 Deutschsprachige : 1 Französischsprachiger (1876–1880)
  - 4 Deutschsprachige : 3 Französischsprachige (1960–1962, 1999–2006)
- Die folgenden Zusammensetzungen sind als einzige ohne Deutschschweizer Mehrheit interessant:
  - 3 Deutschsprachige : 2 Französischsprachige : 1 Italienischsprachiger : 1 Rätoromane (1917–1919)[11]
  - 3 Deutschsprachige : 3 Französischsprachige : 1 Italienischsprachiger (2023)[12]

### Regionale Vertretung
Obwohl dies bis 1999 nicht in der Verfassung verankert war, wurde stets darauf geachtet, dass wenigstens mittelfristig alle Regionen der Schweiz regelmässig vertreten waren.
- Die Kantone Zürich, Bern und Waadt stellten zusammen 39 von den bisher 119 Bundesräten; in jeder Amtsperiode sind sie fast zwingend im Bundesrat vertreten. Nicht vertreten waren diese Kantone meistens nur als Strafsanktion nach besonders kontroversen Bundesräten bzw. weil kein vorgeschlagener Kandidat aus diesem Kanton das Parlament überzeugen konnte:
  - die Waadt 1876–1881 (nach dem Rücktritt von Paul Cérésole und den Nichtannahmen der Wahlen der Waadtländer Louis Ruchonnet und Jules Roguin), 1944–1947 (nach dem Rücktritt von Marcel Pilet-Golaz), 1967–1973 (nach dem Rücktritt von Paul Chaudet infolge der Mirage-Affäre), 1998–2015 (kein überzeugender FDP-Nachfolger für Jean-Pascal Delamuraz vorhanden).
  - Bern 1980–1987 (die Berner SVP, die diesen Sitz faktisch innehatte, war geschwächt und konnte keinen Kandidaten präsentieren, der sich aufdrängte) und zwischen dem Rücktritt von Samuel Schmid 2009 (der durch Ueli Maurer ersetzt wurde) und der Wahl von Johann Schneider-Ammann und Simonetta Sommaruga 2010.
  - Zürich 1989–1995 (nach dem unter öffentlichem Druck erfolgten Rücktritt von Elisabeth Kopp war der Zürcher Freisinn diskreditiert) und seit 2023 (Rücktritt Ueli Maurers). Zürich war von 2003 bis 2007 (Moritz Leuenberger und Christoph Blocher) und von 2009 bis 2010 (Moritz Leuenberger und Ueli Maurer) mit zwei Bundesräten vertreten.
- Die Ostschweiz hatte bis 2015 stets mindestens einen Vertreter im Bundesrat.
- Die Nordwestschweiz ist hingegen seit 1995, nach dem Rücktritt Otto Stichs aus dem solothurnischen Dornach, nicht mehr im Bundesrat vertreten. Die letzten Vertreter Basel-Stadts waren Hans-Peter Tschudi (1959–1973) und Emil Frey (1890–1897).[13] Damit ist die Nordwestschweiz knapp vor der Zentralschweiz die am stärksten unterrepräsentierte Region.[14]
- Wenig kontinuierlich ist auch die Vertretung der Zentralschweiz: Sie wird meistens durch einen Bundesrat aus dem bevölkerungsstärksten Kanton Luzern gewährleistet, doch gab es hier immer wieder grössere Lücken, die letzte besteht seit 2004. Die drei Urkantone konnten bislang nur einen einzigen Bundesrat stellen, nämlich Ludwig von Moos als Obwaldner Vertreter der CVP.
- Erwähnenswert sind die Bundesräte Giuseppe Motta und Enrico Celio. Sie vertraten, ohne Unterbruch, den Kanton Tessin für 38 Jahre (1912 bis 1950).
- Die Verteilung nach Stadt/Land im Bundesrat entspricht nicht der Bevölkerungsstruktur: 2008 kamen nur zwei von sieben Bundesräten aus einer grösseren Stadt.

### Konfessionen
Zu Beginn des Bundesstaates war vor dem Hintergrund des Sonderbundkriegs die Verteilung der Konfessionen im Bundesrat von Bedeutung. Im 19. Jahrhundert stellten die Katholiken üblicherweise zwei Bundesräte. Nach dem Eintritt der Katholisch-Konservativen in die Regierung erfolgte die Vertretung der Katholiken gewöhnlich durch diese Partei. Heute wird die Konfession eines Bundesrates kaum mehr beachtet. 1993 wurde mit Ruth Dreifuss erstmals eine Person mit jüdischer Herkunft Bundesrat.

### Prinzip der «Stammlande»
Lange Zeit galt das Prinzip der «Stammlande», wonach kein Bundesrat aus einem Kanton gewählt werden konnte, in dem seine Partei nur eine Minderheitenposition innehatte. Dies betraf insbesondere die katholischen Kantone der Zentralschweiz sowie das Wallis, wo die CVP bis zum Ende des 20. Jahrhunderts unangefochten an der Spitze lag.

### Frauenvertretung

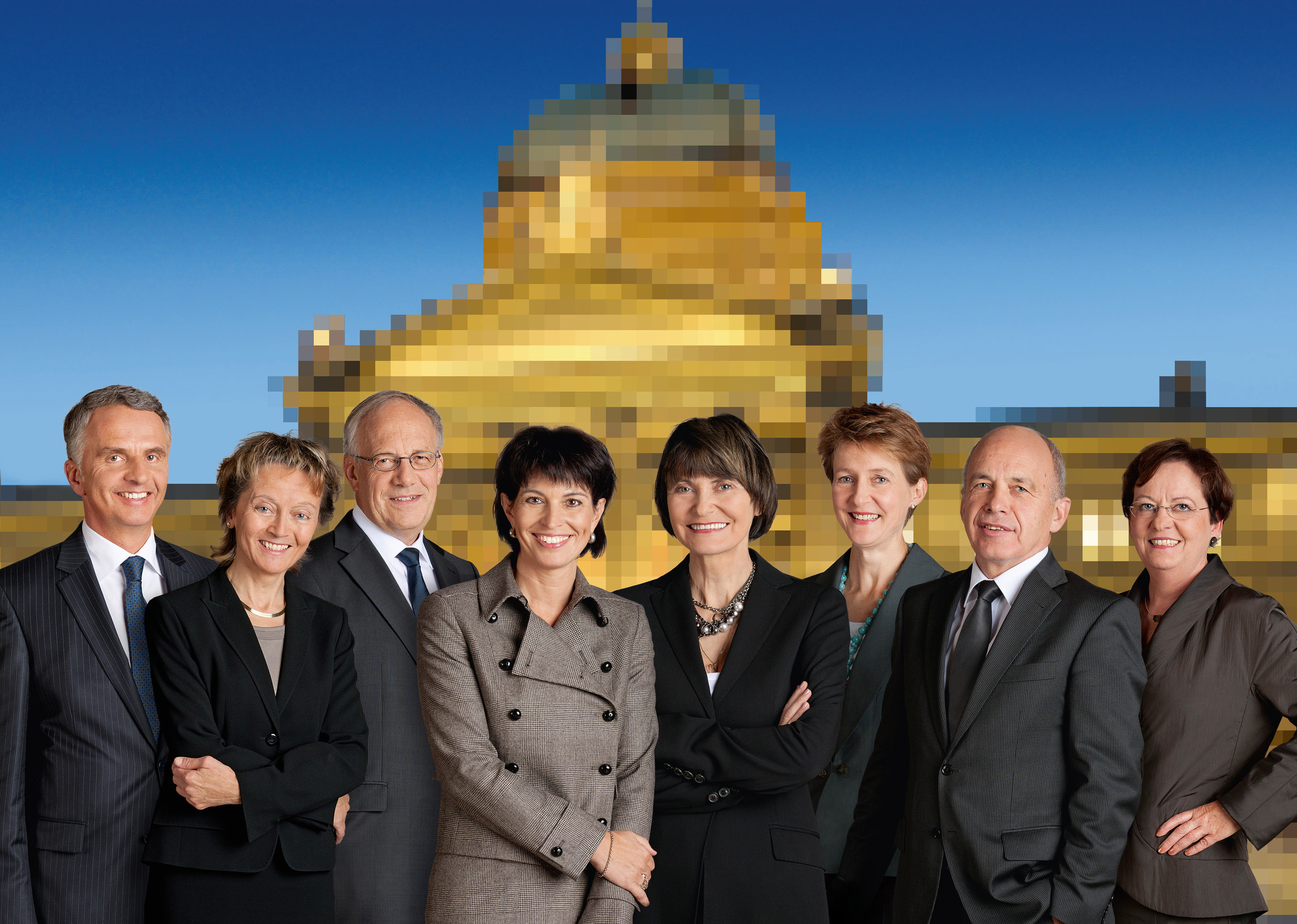
Bundesrat ab 1. November 2010: erstmalige Frauenmehrheit (auch im Bild: Bundeskanzlerin)

Nachdem das Frauenstimmrecht auf eidgenössischer Ebene erst 1971 eingeführt worden war, dauerte es bis 1983, bis zum ersten Mal eine Frau (Lilian Uchtenhagen) als Kandidatin aufgestellt wurde, gewählt wurde jedoch Otto Stich (vergleiche Frauenanteile im Bundesrat ab 1971). Im folgenden Jahr war der politische Druck stark genug, dass mit der freisinnigen Elisabeth Kopp erstmals eine Frau gewählt wurde. Nach Kopps Rücktritt 1989 im Zuge der Affäre Kopp wurde mit Kaspar Villiger wieder ein Mann gewählt. Bei der nächsten Vakanz 1993 wurde von der SP Christiane Brunner nominiert. Gewählt wurde schliesslich der als weniger links geltende Francis Matthey; dieser verzichtete jedoch unter dem Druck seiner Partei auf die Annahme der Wahl, so dass das Parlament – auch unter starkem öffentlichem Druck – Ruth Dreifuss wählte. Am 11. März 1999 wurde Ruth Metzler in den Bundesrat gewählt, womit zwei Frauen im Bundesrat Einsitz hatten. Von 2004 bis zum 14. Juni 2006 sass wiederum nur noch eine Frau (Micheline Calmy-Rey, SP) im Bundesrat, nachdem als Reaktion auf geänderte Wähleranteile die CVP-Frau Ruth Metzler durch Christoph Blocher von der SVP ersetzt worden war. Am 14. Juni 2006 wurde mit Doris Leuthard (CVP) wieder eine zweite Frau und am 12. Dezember 2007 mit Eveline Widmer-Schlumpf (SVP, jetzt BDP) erstmals eine dritte Frau in den Bundesrat gewählt. Am 22. September 2010 wurde mit Simonetta Sommaruga (SP) erstmals mit vier Bundesrätinnen eine Frauenmehrheit erreicht, die nach dem Ausscheiden von Micheline Calmy-Rey (Ende 2011) wieder verlorenging. Am 5. Dezember 2018 wurde als Nachfolgerin von Doris Leuthard (CVP) Viola Amherd und als Nachfolgerin von Johann Schneider-Ammann (FDP) Karin Keller-Sutter (FDP) gewählt. Somit sind seit 2019 erneut drei Frauen im Bundesrat vertreten.

### Alter
Zum Alter gibt es keine Übereinkünfte. Da jedoch von Bundesratskandidaten langjährige politische Erfahrung erwartet wird, sind die Bundesräte bei Amtsantritt selten jünger als 50 Jahre. Im Dezember 2007 betrug das Durchschnittsalter 61 Jahre und sank nach den Gesamterneuerungswahlen von 2008 auf knapp 59 Jahre. In der jüngeren Zeit war Ruth Metzler das jüngste Regierungsmitglied; sie war bei Amtsantritt 35 Jahre alt. Jünger waren nur Jakob Stämpfli (1854 mit 34 Jahren gewählt) und Numa Droz (1875, mit 31 Jahren).

## Folgen der Bestimmungen und Übereinkünfte
Weil auf die parteipolitische Zusammensetzung geachtet wird und lange Zeit höchstens ein Bundesrat pro Kanton gewählt werden durfte und weil zudem Bundesräte meist alleine zurücktreten und bisherige wiedergewählt werden, konnte die einen Bundesrat stellende Kantonalpartei den jeweiligen Sitz während langer Zeit halten, beispielsweise die SVP den «Berner Sitz». Dies hatte zur Folge, dass SVP-Kandidaten aus anderen Kantonen sowie Berner Kandidaten anderer Parteien geringe Wahlchancen hatten, auch wenn sie ebenso valable Kandidaten gewesen wären. Es kam auch vor, dass Kandidaten ihren Wohnsitz in einen anderen Kanton verlegten, um die Wahl annehmen zu können. Dies geschah etwa in der Ersatzwahl von 1993, als der Neuenburger Sozialdemokrat Francis Matthey mit den Stimmen der bürgerlichen Parteien gewählt und die offizielle Kandidatin der SP, die Genferin Christiane Brunner, Zweite wurde – es wurde gerade von linker Seite erwartet, dass eine Frau gewählt werden sollte. Um die Situation zu entschärfen, erbat Matthey im Interesse seiner Partei Bedenkzeit und nahm die Wahl schliesslich nicht an. Die von allen Seiten als akzeptabel angesehene Ruth Dreifuss verlegte dann in Windeseile ihren Wohnsitz von Wabern bei Bern nach Genf, wo sie aufgewachsen war, um dem Berner Bundesrat Adolf Ogi (SVP) nicht in die Quere zu kommen.

## Medienecho
Die erheblichen politischen Auswirkungen und die immer wieder überraschenden Wahlausgänge machen aus den Bundesratswahlen grosse Medienereignisse. Im Vorfeld wird über mögliche Pläne und Allianzen spekuliert. Oft wird in der Nacht vor den Bundesratswahlen das Wahlverhalten abgesprochen, weshalb sie auch «Nacht der langen Messer» genannt wird. Das Schweizer Fernsehen überträgt die Bundesratswahlen regelmässig live, trotz ihrem Beginn um 8 Uhr morgens. Die Nichtwiederwahl von Ruth Metzler (Wahl von Christoph Blocher) am 10. Dezember 2003 sahen durchschnittlich 875'000 Zuschauer, die Nichtwiederwahl Blochers (Wahl von Eveline Widmer-Schlumpf) am 12. Dezember 2007 616'000 Personen. Bei der Wahl von Micheline Calmy-Rey (2002) waren es 450'100 Zuschauer. Dies entspricht 11,7, 8,2 und 6 Prozent der Gesamtbevölkerung.

## Bestrebungen für eine Volkswahl
In den Jahren 1890 und 1942 forderte die Sozialdemokratische Partei (SP) mit Volksinitiativen die Einführung der Volkswahl des Bundesrates und dessen Vergrösserung auf neun Mitglieder. Beide Initiativen wurden deutlich abgelehnt.
Im Rahmen der Diskussion einer Staatsleitungsreform prüfte der Bundesrat im Jahr 2002 die Volkswahl, sprach sich aber dagegen aus. Er begründete seine Haltung damit, dass es bei einer Volkswahl nicht mehr möglich wäre, die verschiedenen Kriterien wie die Zugehörigkeit zu Partei, Sprache, Landesteil und Geschlecht bei der Wahl umfassend einzubeziehen. Zudem würde die Stellung des Bundesrates als Kollegialbehörde beeinträchtigt.
Im Jahr 2010 lancierte die Schweizerische Volkspartei (SVP) die Idee mit ihrer Initiative «Volkswahl des Bundesrates» erneut, nachdem die Zusammensetzung des Bundesrates mit dem Ende der Zauberformel wieder stärker ins Zentrum der politischen Diskussion geraten war.
Eine indirekte Form der Volkswahl existierte mit der Komplimentswahl in der zweiten Hälfte des 19. Jahrhunderts: Amtierende Bundesräte kandidierten als Nationalräte, um sich ihre Legitimation als Regierungsmitglieder durch die Stimmberechtigten bestätigen zu lassen; erst danach folgte die Wiederwahl durch die Bundesversammlung.